# Пропін
Пропі́н (метилацетилен, алліл) — алкін з формулою CH3-C≡CH. За звичайних температури та тиску пропін є легкозаймистим безбарвним газом із неприємним запахом. Використовується як ракетне паливо.

## Фізичні властивості
| Температура плавлення, оС | Температура кипіння, оС | d-274  | μ, D |
| ------------------------- | ----------------------- | ------ | ---- |
| -101,5                    | -23,3                   | 0,6785 | 0,75 |

За звичайних умов є безбарвним газом. При 25 оС погано розчиняється у воді, хлороформі, бензені та етанолі, проте при 20оС розчиняється краще.

## Будова
Атоми карбону, що утворюють потрійний зв'язок, знаходяться у стані sp-гібридизації. Потрійний зв'язок складається з одного σ-зв'язку та двох π-зв'язків, його енергія зв'язку - 812 кДж/моль. Довжина зв'язку {\displaystyle {\ce {C#C}}} становить 0,1206 нм, {\displaystyle {\ce {C-C}}} - 0,1459,  {\displaystyle {\ce {C(1)-H}}}  0,1056 нм, а довжина зв'язків {\displaystyle {\ce {C(3)-H}}} становить 0,1105 нм.

## Хімічні властивості
Вступає у реакцію з галогеноводнями з утворенням галогенпропену:
{\displaystyle {\ce {CH3-C#CH + HCl ->[CuCl]CH3-CCl=CH2}}}
При взаємодії з бромоводнем атом брому може приєднатися як до першого, так і до другого атома карбону. 
Також взаємодіє з галогенами, проте ця взаємодія відбувається повільніше, ніж взаємодія з галогеноводнями:
{\displaystyle {\ce {CH3-C#CH + Br2 -> CH3-CBr=CHBr}}}
У присутності іонів ртуті у кислому середовищі взаємодіє з водою, утворюючи ацетон:
{\displaystyle {\ce {CH3-C#CH + H2O->[Hg^2+, H^+]CH3-COH=CH2-> CH3-C(O)-CH3}}}
Взаємодіє зі спиртами у присутності солей міді, солей ртуті або алкоксидів. В результаті утворюються етери:
{\displaystyle {\ce {CH3-C#CH + R-OH->[Hg^2+, H^+]R-O-C(CH3)=CH2}}}
Аналогічно взаємодіє з карбоновими кислотами, але в цій реакції утворюються естери:
{\displaystyle {\ce {CH3-C#CH + R-CO-OH->[Hg^2+, H^+]R-CO-O-C(CH3)-CH2}}}
Може вступати у реакцію циклотримеризації у концентрованій сульфатній кислоті з утворенням триметилбензену:
{\displaystyle {\ce {3CH3-C#CH ->[H_2SO_4, t]C6H3(CH3)3}}}
Окиснюється перманганатом калію з утворенням етанової кислоти та вуглекислого газу:
{\displaystyle {\ce {CH3-C#CH + 2O2->[KMnO_4]CH3-COOH + CO2}}}
При взаємодії з воднем у присутності платини відновлюється до пропену, а потім до пропану, але, оскільки алкіни відновлюються легше за алкени, реакцію можна зупинити на стадії алкену:
{\displaystyle {\ce {CH3-C#CH + H2->[Pt]CH3-CH=CH2 + H2 ->[Pt] CH3-CH2-CH3}}}
Взаємодіє з основами (лугами, амінами, реактивами Гріньяна) як кислота, бо зв'язок {\displaystyle {\ce {#C-H}}} є полярним, тому може розірватися з утворенням {\displaystyle {\ce {H+}}}  та {\displaystyle {\ce {CH3-C#C-}}}:
{\displaystyle {\ce {CH3-C#C- H+ + Na+OH- -> CH3-C#C- Na+ + H2O}}}
{\displaystyle {\ce {CH3-C#C- H+ + Na+NH2- -> CH3-C#C- Na+ + NH3}}}
{\displaystyle {\ce {CH3-C#C- H+ + CH3- MgHal+ -> CH3-C#CMgHal + CH4}}}

## Отримання
В промисловості пропін отримують при гідролізі карбіду магнію і як побічний продукт при виробництві ацетилену.
{\displaystyle {\ce {Mg2C3 + 4H2O -> CH3-C#CH + 2Mg(OH)2}}}
Алліл отримують дією спиртового розчину гідроксиду калію при нагріванні на 1,2-дибромопропан
CH3CHBr-CH2Br. Це реакція дегідрогалогенування: від атомів карбону, до яких приєднаний бром, відривається по атому галогену та атому гідрогену, щоб нейтралізувати луг:
{\displaystyle {\ce {CH3-CHBr-CH2Br + 2KOH -> CH3-C#CH + 2KBr + 2H2O}}}